# San Cristóbal Ecatepec
Ecatepec (termine nahuatl per "collina del vento") fu un altepetl o Città-Stato azteco situato nella Valle del Messico. Oggi è un villaggio centrale e capoluogo del comune di Ecatepec de Morelos.

## Storia
Tra il 1428 ed il 1539 Ecatepec fu governata dai tlatoani (letteralmente "oratori"). I tlatoque (plurale di tlatoani) di Ecatepec erano strettamente imparentati con la dinastia che regnò su Tenochtitlán.
1. Chimalpilli I, nipote di Motecuhzoma I
2. Tezozomoc, figlio di Chimalpopoca
3. Matlaccohuatl, la cui figlia Teotlalco sposò Montezuma
4. Chimalpilli II, figlio di Ahuitzotl
5. Diego Huanitzin, nipote di Axayacatl

In seguito Diego Huanitzin fu nominato anche tlatoani di Tenochtitlan da Antonio de Mendoza, viceré della Nuova Spagna.
La città è rappresentata nella mappa di Ecatepec-Huitziltepec del 1593.

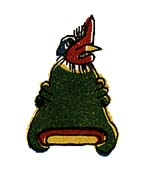
Il glifo di Ecatepec. Il suo nome è rappresentato da una collina (tepetl) e dalla faccia del dio del vento (Ehecatl)